# 韩雪
韩雪（1983年1月11日—），出生於江苏省苏州市，中國女演员、女歌手。2001年與新索音乐簽約，以歌手身份出道，後來多棲影视歌发展，主演过多部电视剧，亦多次以歌手身份参与春节联欢晚会及大型运动会等。2009年，韓雪參與《娱乐没有圈》时兼任出品人，以此为契机成立了个人工作室。2013年，韓雪參與《淑女之家》时首次兼任制作人。2025年韩雪担任首位新疆哈密市文化旅游宣传大使。

## 个人经历

### 出道
韩雪出生于苏州的一个军人家庭。母亲是上海市嘉定县人。因出生时苏州正下雪，故取名为“雪”。祖父是中国人民解放军高级军官韩曙。韩雪从小喜欢唱歌，6岁时就进入了苏州市儿童合唱团，也屡次获得各类歌唱比赛的大奖。韩雪的学习成绩也很出色，1995年还作为苏州市少先队员的代表受到国家领导人的接见，后在市重点高中苏州第一中学就读。
2000年，正在读高三的韩雪参加了香港嘉禾影视公司主办的“世纪之星”影视歌新人选拔大赛（第八届上海国际电视节的特别活动），经过一系列的比赛，韩雪最终夺取了金星奖。也正是这个奖项，让韩雪的人生道路发生了转折，不久韩雪就被推荐拍摄了自己的电视剧处女作《南北一家亲》。而当时作为大赛评委的香港导演马楚成也邀请她拍摄电影《浪漫樱花》，飾演戏份不多的女二号，合作对象有香港明星郭富城和张柏芝。
影片杀青后，回到苏州的韩雪已经成为当地人关注的小明星，而此时她也面临高考的选择。她想报考上海戏剧学院，但遭到了家人的一致反对。最终在她的堅持和祖父的支持下，她选择了自己要走的演艺道路，而祖父给也赠予她八个字“纷纷万事，直道而行”。

### 2001－2008年
虽然拍摄《南北一家亲》和《浪漫樱花》耽误了韩雪的高考复习时间，但她仍然考出了500多分，以文化考试第一名的成绩进入了上海戏剧学院，同班同学有胡歌、袁弘等。同时而来的是两份合约，2001年9月，韩雪与江苏福纳文化传播有限公司签下了艺人经纪约，和新索音乐签了唱片约，正式进入了演艺圈，也成为了班上唯一带经纪约的学生（一年后自动要求退学）。
此后，韩雪陆续接拍了一些电视剧，如《愤怒的蝴蝶》、《萍踪侠影》、《飞刀又见飞刀》等，虽然都是一些配角。但《福星高照猪八戒》的铁扇公主一角让她赢得了一些人气。2004年，索尼公司推出韩雪的首张个人音乐专辑《飘雪》，取得不俗成绩，开始在歌坛有所发展，一度被誉为中国“新玉女掌门人”。凭借《飘雪》这张专辑，韩雪也获得了东方风云榜2004年度最佳新人奖。
韩雪担任女一号的苦情电视剧《错爱一生》于2005年6月在央视八套播出时，取得极高的收视成绩，获得2005年上半年度央视八套的收视冠军。之后到2010年，央视更是15次重播该剧，可见此剧的受欢迎程度。韩雪也因此剧人气飙升，一炮走红，并由此获得《南方盛典》“最具魅力女演员奖”。《错爱一生》的成功让韩雪逐渐受到业内的关注，她的片约也越来越多，知名度也渐渐提高。同年11月28日，韩雪作为新人歌手出席了第七届中韩歌会，献唱《想起》。
2006年，韩雪继续稳步发展，在《天外飞仙》中饰演的香雪海赢得了好评。4月，与众多索尼同门艺人演唱了2006年世界杯主题曲亚洲版本《生命的骄傲》。
2007年对于韩雪是一个丰收年，2月她以歌手的身份首度登上春节联欢晚会，演唱歌曲《竹林风》。同年8月-11月，她又参加了纪念中日邦交正常化35周年“中日文化体育交流年”活动，与日本歌手中孝介演唱主题歌《握你的手》（日文名《不需要言语》）。电视剧方面，《聊斋2》中的胭脂，《北平往事》中的旷美娇亦为她赢得人气。10月，第三张专辑《狂想的旅程》也借势发行。这一年她也入选了福布斯中国名人榜，名列83位。
2008年奥运期间，参加闭幕式与王力宏，Rain，陈慧琳、谭晶等歌手同台演唱《北京北京我爱北京》。同年12月，与索尼音乐长达7年的合约到期，双方经过为期4个月的低调洽谈，决定不再续约。但韩雪仍对原公司对自己多年来的扶持和培养表示了感谢。此时的韩雪也开始寻求自己演绎上的突破，不再局限于清纯玉女角色，《大镇反》中的沈寒秋、《地下地上》的林静都是个性复杂的人物。

### 2008年－至今
2008年应程力棟之邀，在《西游记》中客串白骨精。2009年5月27日，韩雪加盟天韵文化(隶属环球唱片)，6月13日加盟上影英皇。12月7日出席第五届东亚运动会，献唱《跳舞街》。2009年底，首次以出品人身份跨界幕后拍摄电视剧《娱乐没有圈》，力邀台湾著名导演林清振加盟本剧，并担纲女主角，并以此为契机创办了个人工作室。2010年虽然只参演了《囧探佳人》一部小成本电影，但《娱乐没有圈》在湖南卫视的播出还是让她收获不少人气。进入2011年，她接连参演了《偏偏爱上你》、《亲爱的回家》、《代号十三钗》等电视剧，均为女一号，2012年前两部剧集在湖南卫视连续播出引人注目。
2012年签约唱片公司金牌大风，于8月15日推出了个人第四张音乐专辑《他们说》，时隔五年后再次发行新专辑，其中8首皆为她个人填词，12月出席在台北市举办的第20届中歌榜群星演唱会，获得年度风格推荐大奖。2012年6月2日担任苏州吴中旅游大使，并出演旅游形象片《又见吴中》，12月为苏州城市形象宣传片《苏州情书》演唱同名主题曲。
2013年6月，韩雪首次担任制作人拍摄电视剧《淑女之家》，拍摄地取景于苏州吴中环太湖各景区，她表示要用影视作品推荐家乡。11月，推出了从年初就开始着手准备的个人街拍时尚APP“雪藏”。
2014年10月，加盟浙江卫视真人秀节目《这就是生活》。
2018年12月，韩雪主演的改编自日本作家东野圭吾的小说《白夜行》的同名音乐剧在上海首演。韩雪在其中饰演女主角唐泽雪穗。该音乐剧已在2019年开启全国巡演，巡演首站设在了韩雪自己的家乡江苏苏州。
2025年7月11日，新疆哈密市人民政府聘请她担任首位哈密市文化旅游宣传大使。

## 影视作品

### 电视剧
| 首播年份 | 电视台   | 剧名                    | 角色       | 备注                                                  |
| 2001年   |          | 南北一家亲              | 朱小欣     | 2000年拍摄，女三号，处女作                            |
| 2003年   |          | 愤怒的蝴蝶              | 大岛纪子   | 2002年4月拍摄，演唱主题曲《想起》，女二号             |
| 2003年   |          | 飞刀又见飞刀            | 冷小星     | 2002年11月拍摄，首次古装出演，女三号                  |
| 2004年   |          | 萍踪侠影                | 澹台镜明   | 2003年1月拍摄，女三号                                 |
| 2004年   | 地方台   | 福星高照猪八戒          | 铁扇公主   | 2003年9月拍摄，单元剧女主                             |
| 2004年   |          | 梦工厂                  | 叶小雨     | 2003年7月拍摄，女二号                                 |
| 2004年   | 地方台   | 江山美人                | 方玉儿     | 2003年11月拍摄，首次全剧女一号                        |
| 2005年   |          | 汉城之恋                | 李若侬     | 2004年3月拍摄，中韩合拍剧，女三号                     |
| 2005年   | 央视八套 | 错爱一生                | 陈想南     | 2004年5月拍摄，女一号                                 |
| 2005年   |          | 婚姻的敌人              | 许点点     | 2004年5月拍摄，单元剧女二号                           |
| 2005年   | 地方台   | 喜气洋洋猪八戒          | 相思       | 2004年9月拍摄，单元剧女主                             |
| 2006年   | 本港台   | 天外飞仙                | 香雪海     | 2005年2月拍摄，女二号                                 |
| 2006年   |          | 盲侠金鱼飞天猪          | 段雪语     | 2005年1月拍摄，客串出演                               |
| 2006年   |          | 阿诗玛新传              | 阿诗玛     | 2005年5月拍摄，演唱主题曲《在世界中心呼唤爱》，女一号 |
| 2006年   | 地方台   | 窗外有张脸              | 李雪、李冰 | 2005年7月拍摄，女一号                                 |
| 2006年   | 地方台   | 明天我不是羔羊          | 石秋果     | 2006年1月拍摄，女一号                                 |
| 2007年   |          | 聊斋2                   | 胭脂       | 2006年11月拍摄，单元剧女主                            |
| 2007年   | 央视八套 | 北平往事                | 旷美娇     | 2006年7月拍摄，演唱主题曲《大雁归》，女一号           |
| 2008年   | 地方台   | 天国之恋                | 顾小雪     | 2006年5月拍摄，演唱主题曲《在世界中心呼唤爱》，女一号 |
| 2008年   | 江苏卫视 | 不想回家                | 白云       | 2005年10月拍摄，女二号                                |
| 2008年   | 央视一套 | 爱情占线                | 慕北北     | 2007年2月拍摄，女一号                                 |
| 2008年   |          | 浓情一生                | 艾晴       | 2007年6月拍摄，女一号                                 |
| 2009年   | 地方台   | 热爱                    | 沈寒秋     | 2008年4月拍摄，女一号                                 |
| 2009年   | 江苏卫视 | 地下地上                | 林静       | 2008年8月拍摄，女一号                                 |
| 2010年   | 央视八套 | 利剑                    | 汪寒眉     | 2008年10月拍摄，女一号                                |
| 2010年   | 浙江卫视 | 西游记                  | 白骨精     | 2008年11月拍摄                                        |
| 2010年   | 央视八套 | 决战南京                | 杨紫月     | 2009年2月拍摄，女一号                                 |
| 2010年   | 湖南卫视 | 娱乐没有圈              | 林曼怡     | 2009年12月拍摄，女一号兼出品人                        |
| 2011年   | 地方台   | 巅峰时代                | 白若情     | 2009年8月拍摄，2012年1月于台视播出                    |
| 2012年   | 湖南卫视 | 亲爱的回家              | 程桦       | 2011年7月拍摄，女一号                                 |
| 2012年   | 湖南卫视 | 偏偏爱上你              | 童馨       | 2011年4月拍摄，女一号                                 |
| 2012年   | 山东卫视 | 代号十三钗              | 李凤凰     | 2011年10月拍摄，女一号                                |
| 2013年   | 地方台   | 女人的武器              | 林九妮     | 2012年7月拍摄，女一号                                 |
| 2013年   | 地方台   | 叶问                    | 张永成     | 2012年9月拍摄，女一号                                 |
| 2013年   | 安徽卫视 | 曹操                    | 貂蝉       | 2011年12月拍摄，女二号                                |
| 2014年   | 地方台   | 淑女之家                | 周瑾       | 2013年6月拍摄，女一号兼出品人、制作人                 |
| 2015年   | 地方台   | 冲出月亮岛              | 苏静       | 2014年6月拍摄，女一号                                 |
| 2015年   | 地方台   | 我有一个梦              | 叶春儿     | 2014年6月拍摄                                         |
| 2015年   | 浙江卫视 | 聊斋新编                | 谢灵儿     | 2013年4月拍摄，单元剧女主                             |
| 2015年   | 地方台   | 巨浪                    | 高海薇     | 2014年11月拍摄，女一号                                |
| 2016年   | 地方台   | 乱世丽人行              | 韩疏影     | 2015年3月拍摄，女一号                                 |
| 2016年   | 地方台   | 萌夫木子李              | 欧阳芷薇   | 曾名:唐木木的婚事,2015年7月拍摄                       |
| 2017年   |          | 逆袭之星途璀璨          | 段凌薇     | 2017年拍攝                                            |
| 2017年   |          | 醉玲珑                  | 桃殀       |                                                       |
| 2017年   |          | 婚姻历险记 / 婚姻遇险记 | 姜黎       | 上部: <婚姻历险记>下部:<婚姻遇险记>                   |
| 2018年   |          | 秘密航线                | 冯雅琴     | 2013年3月拍摄，女一号                                 |
| 2020年   |          | 最美逆行者              | 花悦音     | 單元《同舟》                                          |
| 2020年   |          | 石头开花                | 吴琼       | 单元《阡陌谣》                                        |
| 2020年   |          | 巡回检察组              | 罗欣然     |                                                       |
| 2021年   |          | 守护人                  | 萧林秀     | 2017年拍攝                                            |
| 2021年   |          | 前行者                  | 陆怡       |                                                       |
| 2022年   |          | 运河边的人们            | 梁子言     |                                                       |
| 2024年   |          | 黑白森林                | 文紫萱     | 网络剧                                                |
| 2025年   |          | 守诚者                  | 林蔚言     | 网络剧                                                |
| 未播出   |          | 走进幸福                | 孙新好     | 2014年9月拍摄，女一号                                 |
| 未播出   |          | 三江潮                  |            |                                                       |

### 电影
| 上映年份      | 电影名       | 角色           | 备注                    |
| 2000年        | 庭院里的女人 |                | 群众演员                |
| 2001年7月26日 | 浪漫樱花     | 可可           | 2001年4月拍摄，女二号   |
| 2004年        | 长恨歌       | 王娇鸾、王娇凤 | 2003年5月拍摄，电视电影 |
| 2011年4月7日  | 囧探佳人     | 琳琳           | 2010年3月拍摄，女一号   |
| 2013年        | 我为相亲狂   | 白晶晶         | 2013年4月拍摄           |
| 2015年        | 女神跟我走   | CoCo吴         | 2014年2月拍摄           |
| 2015年        | 开罗宣言     | 江户英子       |                         |
| 2016年        | 古曼         | 肖文           |                         |
| 2021年        | 婚前故事     | 花儿           |                         |
| 2022年        | 钢铁意志     | 孙雪飞         |                         |
| 2022年        | 搜救         | 敏璇           |                         |
| 2023年        | 惊天救援     | 张虹           |                         |

### 其它
- 2002年2月 DV短片《乌鹊》 饰 陈琳 （于上海戏剧学院就读时创作）
- 2008年6月 动画电影《风云决》配音 第二梦（女一号），2008年7月19日于中国大陆上映。
- 2011年9月 动画电影《夺宝幸运星大电影之金箍棒传奇》配音 品香（女一号），2012年12月29日上映。

## 音乐作品

### 专辑、单曲
| 名称 | 简介 | 歌曲 |
| ---- | --- | --- |
| 1st  | 首张个人音乐专辑《飘雪》 - 发行日期：2004年10月15日 - 唱片公司：索尼音乐 - 语言：普通话                    | 曲目 1. 飘雪 2. 蓝色雪花 3. 爱上我很简单 4. 就是你 5. 爱的水晶鞋 6. 夏末的回忆 7. Fashion秀 8. 是那夜的风 9. 爱的终秒 10. 着迷 |
| 2nd  | 第二张音乐专辑《夏·恋情》 - 发行日期：2006年3月27日 - 唱片公司：索尼音乐 - 语言：普通话                    | 曲目 1. 爱的出路 2. 竹林风 3. 一个人的抒情歌 4. 夏·恋情 5. 孤单的机票 6. 夏之午后 7. 在世界中心呼唤爱 8. 勇敢的滋味 9. 下一个转角 10. 全剧终 |
| 3rd  | 第三张音乐专辑《狂想的旅程》 - 发行日期：2007年10月31日 - 唱片公司：索尼音乐 - 语言：普通话                | 曲目 1. 狂想的旅程 2. 你不会知道 3. 红裙 4. 大雁归 5. HeyThe Beatles 6. 紫罗兰 7. 布娃娃 8. 紫藤花 9. 有你抱着我 10. 白色蒲公英 11. 握你的手 12. 用心去爱                                                                                         |
| 4th  | 《A Journey Into Fantasy》 - 狂想的旅程日文版 - 发行日期：2007年11月21日 - 唱片公司：索尼音乐 - 语言：日语 | 曲目 1. A Journey into Fantasy 2. あなたは知らない 3. 红いスカート 4. 家路につく雁(かり) 5. Hey the Beatles 6. スミレ 7. ぬいぐるみ人形 8. 藤の花 9. 私を抱きしめるあなた 10. 白いタンポポ 11. 心をこめて爱する 12. 舞い散る雪 13. 言叶はいらない |
| 5th  | 单曲《为你写的歌》 - 发行日期：2009年5月18日 - 唱片公司：天韵文化 - 语言：普通话 - 电视剧《热爱》片尾曲    | 曲目 1. 为你写的歌 |
| 6th  | 单曲《心中的花》 - 发行日期：2010年6月30日 - 唱片公司：华谊音乐 - 语言：普通话                             | 曲目 1. 心中的花 |
| 7th  | 第四張音樂專輯《他們說》 - 发行日期：2012年8月15日 - 唱片公司：金牌大风 - 语言：普通话                     | 曲目 1. 曇花 2. 盛夏的歌 3. 他們說 4. 這就是我們的青春 5. 宿命論 6. 最好時光最好的愛 7. Midnight in Paris 8. 愛就一把火 9. 離不開你 10. 逃離 11. 1050-2009                                                                                        |

### 未发行单曲
| 序号 | 歌曲名           | 备注                                                                     |
| 01   | 情恨红尘中       | 2005年电视剧《侠影仙踪》片尾曲                                           |
| 02   | 2010等你来       | 2004年首唱，后成为2010年上海世博会主题曲候选曲目                         |
| 03   | 只为你           | 2006年1月录制，电视剧《阿诗玛新传》片尾曲                                |
| 04   | 寻找             | 2007年中国动画片《福娃》片尾曲                                           |
| 05   | 美丽世界美丽自己 | 2008年上海国际服装节主题曲                                               |
| 06   | 挑战无处不在     | 2006年中央电视台《挑战主持人》综艺节目主持人选拔比赛主题曲，与林依轮合唱 |
| 07   | 共同的节日       | 2009年上海旅游节主题曲，与罗中旭合唱                                     |
| 08   | 漂亮             | 2010年电视剧《娱乐没有圈》片尾曲                                         |
| 09   | 奇迹             | 2010年电视剧《娱乐没有圈》主题曲                                         |
| 10   | 可惜不是你       | 2012年电视剧《偏偏爱上你》主题曲                                         |
| 11   | 为自己加油       |                                                                          |
| 12   | 沙罗双树的誓言   | 2012年动画电影《夺宝幸运星大电影-金箍棒传奇》主题曲                      |
| 13   | 苏州情书         | 2013年微电影《苏州情书》主题曲                                           |
| 14   | 一问再问         | 2013年电视剧《武林宗师·叶问》主题曲                                      |
| 15   | 还有好多话没说   | 2014年电视剧《淑女之家》片尾曲                                           |
| 16   | 赴戎机           | 2015年腾讯新闻《丈量》二战纪录片主题曲                                   |
| 17   | 空情             | 2017年电视剧《醉玲珑》插曲                                               |
| 18   | 因为你           | 2018年电视剧《婚姻历险记》主题曲                                         |
| 19   | 快意江湖         | 2018年《天龙八部手游》周年庆主题曲                                       |
| 20   | 灵山奇缘         | 2018年《灵山奇缘》同名主题曲                                             |

### 被收录的歌曲
| 日期       | 合辑、专辑名                             | 备注                                                           |
| 2003年2月  | 头号新势力                               | 收录歌曲《想起》                                               |
| 2004年5月  | 就是主题歌                               | 收录歌曲《开心就好》、《是那夜的风》、《爱的水晶鞋》、《想起》 |
| 2006年7月  | 2006世界杯专辑Voice Shxs                 | 收录合唱歌曲《生命的骄傲》                                     |
| 2006年8月  | 爱情攻略                                 | 收录歌曲《爱情的魔力》                                         |
| 2007年11月 | 触动心弦                                 | 与中孝介合唱歌曲《记忆·Last Forever》，收录在其专辑中          |
| 2007年11月 | 种をまく日々                             | 与中孝介合唱《言叶はいらない》，收录在其专辑中                 |
| 2008年10月 | 2008年北京奥运会、残奥会开闭幕式歌曲专辑 | 收录合唱歌曲《北京北京我爱北京》                               |
| 2009年5月  | 李海鹰作品巨星璀璨大型交响音乐会         | 收录翻唱歌曲《我不想说》                                       |

### 翻唱歌曲
| 日期   | 歌曲名           | 原唱         | 备注                                                             |
| 2006年 | 阳光总在风雨后   | 许美静       | 央视北京奥运晚会，与体操世界冠军杨波合唱                         |
| 2006年 | 想妹一天又一天   |              | 2006年广西民歌艺术节，与林依轮合唱                               |
| 2007年 | 苏州好风光       |              | 苏州民歌，2007年苏州旅游节开幕式                                 |
| 2007年 | 当时的月亮       | 王菲         | 2007年新视听中秋节晚会                                           |
| 2007年 | 水晶             |              | 2007年群星耀东方演唱会，与黄品源合唱                             |
| 2007年 | 朋友             | 周华健       | 2007年《闪电星感动》特奥专场，与何润东、金莎合唱                 |
| 2007年 | 似曾相识         |              | 2007中央视秋晚会，与李承炫合唱                                   |
| 2007年 | 永远的朋友       | 孙楠、张惠妹 | 2007年央视综艺盛典，与孙楠合唱                                   |
| 2008年 | 雪中送暖         |              | 2008年第二届慈善群英会，与罗中旭、曾黎、王宝强、印小天、童瑶合唱 |
| 2008年 | 我不想说         | 杨钰莹       | 2008年李海鹰音乐会                                               |
| 2008年 | 北京北京我爱北京 |              | 2008年奥运会闭幕式，与王力宏、陈慧琳、RAIN、谭晶合唱             |
| 2008年 | 欢聚在这里       |              | 2008年上海2010世博会吉祥物揭晓晚会，与范文芳、苏慧伦、陈志朋合唱 |
| 2008年 | 隐形的翅膀       | 张韶涵       | 2008年央视电视剧群英会                                           |
| 2009年 | 风雨无阻         |              | 2009年东方卫视改版晚会                                           |
| 2009年 | 跳舞街           | 陈慧娴       | 2009年在第五届香港东亚运动会开幕典礼                             |
| 2012年 | 可惜不是你       | 梁静茹       | 电视剧《偏偏爱上你》主题曲                                       |

### 其它
创作
- 2002年：《想起》 改词
- 2006年：《在世界中心呼唤爱》 作词
- 2007年：《紫藤花》 作词
- 2009年：《为你写的歌》 作词
- 2012年：《这就是我们的青春》、《他们说》、《盛夏的歌》、《MIDNIGHT IH PARIS》、《最好时光最好的爱》、《宿命论》、《1050—2009》、《逃离》 作词

和声
- 2004年：《Fashion秀》
- 2012年：《他们说》

## 音乐影片

### 个人MV
| 日期       | 所属专辑                                    | 曲目MV                                           | 备注                   |
| 2004年10月 | 飘雪                                        | 飘雪、蓝色雪花                                   |                        |
| 2006年3月  | 飘雪                                        | 想起、爱的水晶鞋、是那夜的风、就是你             | 2006年韩雪自掏腰包补拍 |
| 2006年3月  | 夏·恋情                                     | 竹林风、一个人的抒情歌、下一个转角               |                        |
| 2006年8月  | 爱情攻略                                    | 爱情的魔力                                       |                        |
| 2007年10月 | 狂想的旅程                                  | 狂想的旅程、大雁归、握你的手、你不会知道、紫藤花 |                        |
| 2012年4月  | 《夺宝幸运星大电影-金箍棒传奇》电影原声大碟 | 沙罗双树的誓言                                   | 2012年11月10日首播     |
| 2012年8月  | 他们说                                      | 他们说、这就是我们的青春、昙花、盛夏的歌         |                        |

### MV出演
| 日期       | MV名              | MV歌手       | 备注                               |
| 2001年6月  | para para sakura  | 郭富城       | MV出演                             |
| 2002年7月  | 故事              | 满文军       | MV女主角                           |
| 2003年1月  | 告白              | 陆毅         | MV女主角                           |
| 2006年8月  | Finally           | 王力宏       | MV出演                             |
| 2006年12月 | 记忆·Last Forever | 中孝介、韩雪 | MV女主角                           |
| 2009年7月  | 共同的节日        | 韩雪、罗中旭 | MV女主角，上海与世博会吉祥物海宝MV |
| 2012年8月  | 为自己加油        | 群星         | 2012央视《正大综艺》主题曲         |

## 个人相关

### 荣誉
| 日期           | 所获奖项                                                                   |
| 2000年10月     | 嘉禾世纪之星影视新人选拔大赛金奖                                           |
| 2004年11月     | “新耀东方”影音无限星途奖                                                   |
| 2004年12月     | “亚太音乐榜”2004年度最受欢迎女新人奖                                       |
| 2004年12月     | 第二届“天地英雄榜”年度最佳新人奖                                           |
| 2005年3月      | 第十二届东方风云榜最佳新人奖                                               |
| 2005年12月     | “南方盛典”最具魅力女演员奖                                                 |
| 2006年1月      | 2005年新浪网络盛典“年度新人奖”                                             |
| 2006年10月     | 2006年MTV音乐盛典“年度最具潜力歌手奖”                                      |
| 2006年11月     | 2006年中国风尚大典“内地风尚女歌手奖”                                       |
| 2006年12月     | 天地英雄群英会“东成西就艺人奖”                                             |
| 2006年12月     | 苏州骄傲——2006年度十大新闻人物                                             |
| 2007年1月      | 2006年新浪网络盛典“年度飞跃艺人奖”                                         |
| 2007年3月      | 首届《新娱乐慈善群星会》“最具魅力闪电之星”                                 |
| 2007年3月      | 第十四届东方风云榜十大金曲奖、最佳舞台演绎奖                               |
| 2007年12月     | 2007年中国演艺名人公众形象最佳社会公益活动大使奖                           |
| 2008年1月17日  | 新浪－蒙牛2007网络盛典颁奖典礼年度全能艺人奖（内地）                       |
| 2008年1月21日  | 中国红十字基金会“慈善人物”奖                                               |
| 2008年3月1日   | 第二届《新娱乐慈善群星会》“最具真情慈善之星”                               |
| 2008年3月29日  | 第十五届东方风云榜十大金曲奖                                               |
| 2008年6月11日  | 上海电影频道207-08年度收视颁最佳女演员奖                                   |
| 2008年7月21日  | 2008年新浪电视剧排行榜暨第二季度最佳女演员（《爱情占线》）                 |
| 2010年6月      | 第二届“中国品牌与传播大会暨品牌贡献奖颁奖盛典”影响中国最具品牌价值明星大奖 |
| 2011年3月17日  | 2010-2011年度互联网美容大奖年度时尚明星                                    |
| 2012年12月30日 | 第20屆中歌榜 年度風格突破大獎                                              |
| 2018年12月     | 我就是演員冠軍                                                             |

### 公益
| 日期          | 备注                                                                                |
| 2004年12月    | “蓝天下的至爱”慈善演唱会                                                            |
| 2005年11月    | “爱心携手为儿童”慈善捐助活动，担任“爱心天使”                                        |
| 2006年1月     | “蓝天下的至爱”慈善拍卖活动                                                          |
| 2006年3月     | 《闪电星感动》慈善个唱，白血儿童筹款                                                |
| 2006年12月    | “知识改变命运”大型慈善报告会暨中华慈善教育基金助学金捐赠和颁发仪式                  |
| 2007年7月     | 以个人名义为川渝地区水灾捐献人民币两万元整                                          |
| 2007年9月     | “梦想中国”慈善演唱会                                                                |
| 2007年9月     | “闪电星感动”特奥演唱会                                                              |
| 2007年12月    | 广东清远“慈善大地”义演                                                              |
| 2008年1月     | “点燃激情、加油奥运——2007/2008奥运之星中国创意地产年会慈善盛典”现场拍卖自制手工福娃 |
| 2008年3月     | “春暖光明行”救助白内障儿童慈善演出                                                  |
| 2008年3月     | “新娱乐慈善群星会”并为2008年中国雪灾录制的歌曲《雪中送暖》                          |
| 2008年5月     | “血脉相连、众志成城”上海市社会各界赈灾文艺晚会，并录制歌曲《献出爱》                |
| 2009年5月16日 | “感恩十年，回报十年”慈善庆典活动，为爱献唱捐助四川儿童                              |

## 争议

### 抄袭争议
由缪森作曲，韩雪演唱，在2006年3月1日发行的专辑《夏 恋情》中《竹林风》的歌曲涉嫌抄袭韩国歌手보보，在2002年发行的《The Natural 》专辑中《청혼》的作曲。

### 红色背景
因在2007年、2008年和2010年三次登上春晚舞台，尤其是在2008年奥运会闭幕式上演唱歌曲，令很多人认定是韩雪的红色家庭背景起到作用。2014年11月，韩雪在新浪微博上晒出祖父的军功章。 

### 不拍吻戏
2018年韩雪在《女人有话说》节目中回应“三不原则”，并在“不拍吻戏”的问题上严肃为自己正名。“并非不拍吻戏，只要故事可以说服我，如果是真的情到深处需要渲染人性，我当然可以演”，她一针见血的指出大多数吻戏只为“增加噱头”。“我为什么要给你当娱乐的素材，去娱乐去消费？我不愿意！”

### 粉丝骚扰
2011年8月，韩雪在电视剧新剧《亲爱的回家》开机发布会上自爆两年来一直受到一个男粉丝的骚扰，该男粉丝多次向韩雪进行所谓“爱的表白”令其不堪其扰。韩雪在自己新浪微博上措辞严厉，警告那位男粉丝不要再骚扰自己和家人。

### 医院看病
2015年6月底，韩雪在微博发表了一篇题为《对不起，我发火了》的长文，称自己去医院看眼睛时候遇到“不负责”的医生，并公开了医院和医生姓名。她为自己对医生爆粗口致歉，但也斥责该医生“不配白衣天使的称谓”。事件引发网友批评其「医闹」，随后她删除了微博。

### 音乐剧放录音
2019年4月20日，音乐剧《白夜行》在浙江宁波演出时，主演韩雪因患上急性声带炎无法现场演唱。韩雪当天仍然参与了演出，在演出开始前向观众解释并致歉，演唱部分全程放首演场次的现场录音，台词和表演由其本人完成。有现场观众称，主办方在觀眾入座後播完演出須知时才通知观众可以退票。网友对此意见不一，部分网友认为这有假唱之嫌，没有B角（同一角色的另一名演员）“不顾行业道德”、“扰乱音乐剧市场”，也有观众和网友表示可以理解。韩雪和主办方于次日就此事发文致歉，主办方表示，这次使用录音的行为，虽然得到了部分观众的谅解，“却不能成为不专业的理由”，并将继续为当日所有观众办理退票。